# Spätglazialer Eiszerfall
Als Spätglazialer Eiszerfall wird in den Alpen ein glaziologisches Entwicklungsstadium bezeichnet, welches unmittelbar auf den Maximalstand der würmzeitlichen Vereisung folgte. Es bekundet das rasche Zurückschmelzen des Eisstromnetzes im Zeitraum 19250 bis 17550 v. Chr.

## Namensgebung und Begriffsgeschichte
In seiner Arbeit von 2007 plädiert Jürgen Reitner, das ursprünglich von Albrecht Penck und Eduard Brückner 1909 eingeführte, klassische Bühl-Stadium sowie das Steinach-Stadium durch den Begriff Spätglazialer Eiszerfall (engl. Lateglacial ice decay) zu ersetzen, da in der Typusregion des unteren Inntals dem Bühl-Stadium keine eigene Endmoräne zugewiesen werden kann.

## Stratigraphie

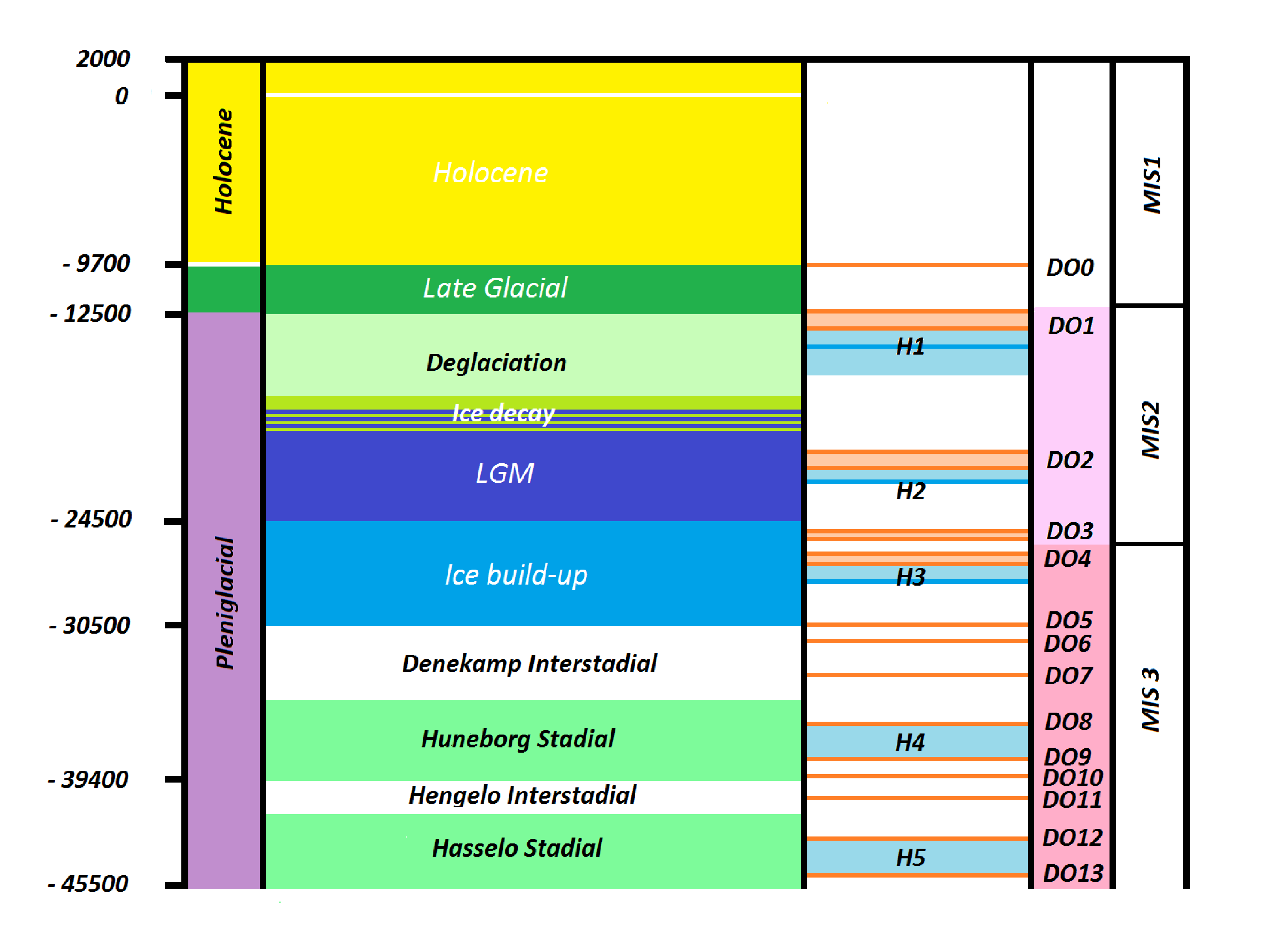
Zeitliche Einordnung des Spätglazialen Eiszerfalls (Ice decay) während der letzten 47.500 Jahre

Der Spätglaziale Eiszerfall schließt sich unmittelbar an das Letzteiszeitliche Maximum an (engl. Last Glacial Maximum oder LGM). Ihm folgt das Gschnitz-Stadium.
Der Spätglaziale Eiszerfall korreliert mit dem Marinen Isotopenstadium 2 bzw. dem Grönland-Stadial 2c (GS-2c).

## Datierung
Verschiedene Radiokohlenstoffalter belegen, dass das Letzteiszeitliche Maximum in den Alpen bis ungefähr 19500 v. Chr. andauerte. Oberflächendatierungen an Geröllen aus der Endmoräne des Rhonegletschers setzen den Beginn des Rückschmelzens mit rund 19100 Jahren v. Chr. fest. Untersuchungen an Torfablagerungen des Lanser Sees bei Innsbruck ergaben, dass das Inntal spätestens ab 15379 ± 282 Jahre v. Chr. total eisfrei gewesen sein muss. Der Rödschitz-Torf verlagert das Alter der vollständigen Enteisung sogar noch weiter zurück (bis 16668 ± 503 Jahre v. Chr. im Gebiet des Traungletschers). Ergebnisse vom Längsee und vom Jerserzer See bei Klagenfurt bestätigen im Gebiet des Draugletschers die pflanzliche Rekolonisation um 16847 ± 254 Jahren v. Chr.
Insgesamt gesehen verbleiben somit rund 2200 Jahre (Zeitspanne 19100 bis zirka 16900 Jahr v. Chr.) für den Spätglazialen Eiszerfall.

## Auswirkungen
Die Hauptauswirkung des spätglazialen Eiszerfalls machte sich letztendlich etwas verzögert auch im Signal des Meeresspiegels bemerkbar, der für die Nordhemisphäre ab 16000 v. Chr. einen stetigen Anstieg von seinem Tiefstand um 120 Meter unter Normalnull verzeichnete. Der enorme Süßwassereintrag durch den Schmelzwasserpuls 1A führte unmittelbar später im Atlantik zu einer deutlich erhöhten Umwälzung der Wassermassen.

## Klassische Gliederung in Stadien
Die klassische Gliederung soll anhand des Inngletschers kurz verdeutlicht werden (von jung nach alt):
Im Alpeninneren als Eisstromnetz:
- Steinach-Stadium (mit Steinach I, Steinach II und Steinach III)
- Bühl-Stadium (mit Bühl I, Bühl II und Bühl III)

Im Alpenvorland als breitfächrige Loben:
- Stephanskirchen-Stadium
- Ölkofen-Stadium
- Ebersberg-Stadium
- Kirchseeon-Stadium

Während des Kirchsseon-Stadiums mit seinen mehrstaffeligen Endmoränenwällen hatte der Inngletscher gegen Ende des Letzteiszeitlichen Maximums seine nördlichste Position im Alpenvorland bei Haag erreicht. Mit einsetzendem Eiszerfall bildeten sich dann erste, mit Stirnlappen erfüllte Zweigbecken des Ebersberg-Stadiums. Das anschließende Ölkofen-Stadium mit mehreren Staffeln sah eine weitere Verstärkung der Teillappenbildung. Das Stephanskirchen-Stadium lag bereits 25 Kilometer weiter südwärts um Rosenheim und zeichnete sich durch Drumlinscharen sowie existente oder bereits verlandete Seen aus. Zu diesem Zeitpunkt entstand auch der Rosenheimer See, der allmählich durch Warventone, Sande und Deckentone zusedimentiert wurde und zu Beginn des Bölling-Interstadials schließlich auslief, trockenfiel und vermoorte.

### Kritische Betrachtung
Nach ihrer Maximalausdehnung gegen Ende des Letzteiszeitlichen Maximums im Alpenvorland hatten sich die Eismassen wieder ins Gebirgsinnere zurückgezogen. Gemäß der klassischen Theorie, die 1968 von Mayr und Heuberger weiter elaboriert wurde, hatte die Zunge des Inngletschers beispielsweise im Gebiet Kitzbühel-Hopfgarten einen ersten stabilisierenden Rückzugshalt mit Endmoränenbildung – das sogenannte Bühl-Stadium. Neuuntersuchungen südlich des Wilden Kaisers finden jedoch hierfür keinerlei Indiz. Die Situation präsentiert sich hier vielmehr wie folgt:
Vor Einsetzen des Eiszerfalls befand sich der Inngletscher im Süden des Wilden Kaisers auf rund 1800 Meter Höhe über NN. Durch den Eiszerfall büßte der Gletscher in einer Anfangsphase rund 500 Meter an Höhe ein und bildete von nun an einen stagnierenden, von seinem Nährgebiet abgeschnittenen Eiskörper. Der Zerfall war offensichtlich recht kontinuierlich und ohne größere Einschnitte vor sich gegangen. Bedingt durch den Wegfall der sie blockierenden Eismassen konnten jetzt kleinere, lokale Kargletscher an der Südabdachung des Wilden Kaisers ihrerseits mechanisch vorstoßen. Ihre Maximalausdehnung erreichten sie kalbend, als der Inngletscher nur noch 1000 bis 1100 Meter Höhe einnahm und zu diesem Zeitpunkt von einem Eisstausee gesäumt wurde. Der restliche Eiszerfall bis auf rund 600 Meter Höhe ging offensichtlich unter hoher Sonneneinstrahlung recht rasch vonstatten, möglicherweise dauerte diese Schlussphase nicht mehr als 100 bis 500 Jahre. Die kurze Zeitdauer dieser sehr schmelzwasserreichen Phase wird von extensiven Kamesterrassen unterstrichen; sie dokumentieren mit ihren sedimentären Strukturen eine rasche Verfüllung des eisfrei gewordenen Sedimentationsraumes. Während dieser Endphase, in der der Inngletscher von 800 auf 600 Meter Höhe reduziert wurde, kam es im Gebiet des Windaugletschers zu einem klimatisch bedingten Eisvorstoß, wobei eine Kameterrasse um 3 Kilometer überfahren wurde. Auslöser dieser Eismassenwelle dürfte eine kurzzeitige klimatische Oszillation (Temperatursenkung bzw. Niederschlagssteigerung) gewesen sein.